# Tseghakron

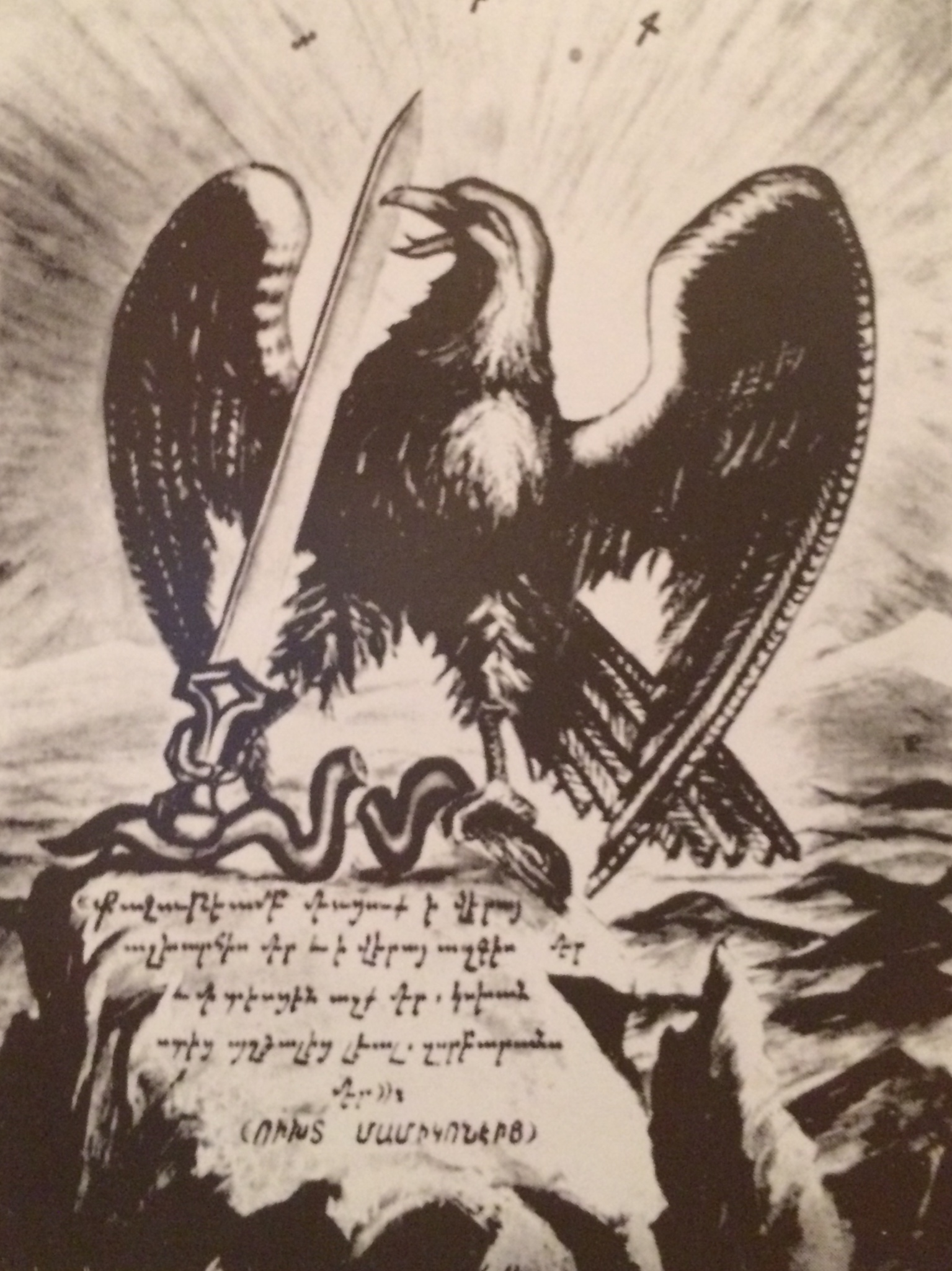
L'Aquila di Taron come simbolo dello Tseghakronism

Tseghakron (in armeno Ցեղակրօնութիւն?) è un movimento nazionale/etnico e politico verso un rinnovamento dell'identità spirituale, comportamentale e culturale del popolo armeno.

## Descrizione
Lo scopo del Tseghakron è quello di unire il popolo armeno sul territorio della loro patria storica all'interno di un unico stato armeno. "Tseghakron" significa letteralmente "portatore di razza" in riferimento a coloro che rappresentano e portano quella che è l'essenza spirituale e biologica dell'armeno "classico". Tuttavia, è spesso interpretato erroneamente come "religione-razza".

Versione vettoriale dell'aquila di Taron

Il movimento fu fondato da Garegin Nzhdeh e, insieme ai suoi associati Hayk Asatryan e Nerses Astvatsaturyan, fu successivamente raffinato nell'ideologia del taronismo (Տարօնականութիւն in armeno Տարոնականություն?) - una parte organica e la continuazione di Tseghakron.